# Zoboun
Zoboun (Rynchops) je rod ptáků, jehož zástupci se podobají rybákům. Jsou známy tři druhy, vyskytují se v jižní Asii, v Africe a v Americe, převážně v tropickém pásu, ale jejich areály zasahují i do mírných oblastí. Jsou velcí 36–46 cm. Zbarvení je černobílé. Jsou to vodní ptáci, žijí u sladkých vod i na moři. Živí se rybami, které loví tak, že letí nízko nad hladinou se spodní čelistí zobáku, kterou mají jako jediní ptáci delší než horní čelist, ponořenou do vody. Ta se proto stále obrušuje, ale kontinuálně dorůstá. Létají ve dne i v noci. Žijí v koloniích a jsou monogamní. Nestaví si hnízda, ale vejce (2–6) snášejí do dolíku na písčité pláži. Vejce zahřívají obě pohlaví po dobu 21–26 dní, mláďata se líhnou opeřená.
Podle studie z roku 2007 tvoří zobouni samostatnou čeleď zobounovití (Rynchopidae), nicméně moderní taxonomie je považuje za součást rackovitých.

## Druhy
- zoboun americký = zoboun černý (Rynchops niger) – hnízdí v Severní a Jižní Americe
- zoboun africký (Rynchops flavirostris) – hnízdí v tropické Africe
- zoboun bělokrký = zoboun indický (Rynchops albicollis) – hnízdí v jižní Asii